# Гастон III де Фуа-Кандаль
Гастон III де Фуа-Кандаль, по прозвищу Хромой (фр. Gaston III de Foix-Candale, dit le boiteux; ум. 1536) — граф де Бенож и де Кандаль, капталь де Бюш. Граф Астарака и барон Аспе (по правам жены).

## Биография
Сын Гастона II де Фуа-Кандаль и его жены Екатерины де Фуа, дочери Гастона IV де Фуа-Беарн.
Наследовал отцу в 1500 году.

### Семья
Жена (брачный контракт от 21 мая 1505, свадьба — возможно, в 1508) — Мата (Марта), с 1511 года графиня д’Астарак, баронесса д’Аспе.

#### Дети
- Фредерик де Фуа (ум. 1571), граф Кандаля и Беножа, капталь де Бюш
- Жан де Фуа, граф д’Астарак, умер в молодости
- Пьер де Фуа
- Франсуа де Фуа (1512—1594), епископ Эра (Эр-сюр-л’Адур) с 1570
- Кристоф де Фуа (ум. 1570), епископ Эр-сюр-л’Адур с 1560
- Шарль де Фуа, сеньор де Вильфранш и де Монкассен.